# Hatch (Nouveau-Mexique)
Pour les articles homonymes, voir Hatch.
Hatch est un village de l'État américain du Nouveau-Mexique, situé dans le comté de Doña Ana. Selon le recensement de 2010, sa population est de 1 648 habitants.